# فريدريك الثاني ملك الدنمارك
فريديريك الثاني (ولد في 1 يوليو 1534) كان ملك الدنمارك والنرويج ودوقية شلسفيغ من 1559 حتى وفاته في 4 أبريل 1588.
يعتبر فريديريك عضوًا من سلالة أولدنبورغ، وبدأ عهده في الدنمارك والنرويج خلال سن الرابعة والعشرين، بحيث ورث مملكة قادرة وقوية، شكلها والده بشكل كبير بعد الحرب الأهلية المعروفة باسم عداء الكونت، وبعدها الدنمارك شهدت فترة من الانتعاش الاقتصادي وزيادة كبيرة في السلطة المركزية للتاج.
كان فريديريك خاصة في شبابه وعلى عكس والده، محاربًا ومتخاصمًا، يثيره الشرف والفخر الوطني، ولذا بدأ حكمه بشكل ميمون بحملة بقيادة يوهان رانتساو المسن والتي استعادت ديثمارشن، ومع ذلك بعد أن أخطأ في تقدير تكلفة حرب السنوات السبع الشمالية، اتبع سياسة خارجية أكثر حكمة، كانت الفترة المتبقية من حكمه فترة من الهدوء، ازدهر فيها الملك والنبلاء. أمضى فريديريك وقتًا أطول في الصيد وتناول الطعام مع مستشاريه، وركز على الهندسة المعمارية والعلوم، خلال فترة حكمه بدأت العديد من مشاريع البناء، بما في ذلك الإضافات إلى قلاع كرونبورغ الملكية في إلسينور وقلعة فريديريكسبورغ في هيليرود.
لقد طغى ابنه الشهير كريستيان الرابع عليه إلى حد كبير، وغالبًا ما تم تصويره بالتشكك والاستياء، مما أدى إلى الصورة السائدة لفريديريك كرجل وكملك: أُمي، وسكران، فظ، ومع ذلك فإن هذا التصوير غير منصف ودقيق، ومع ذلك الدراسات الحديثة تعيد تقييمه وتعترف به على أنه ذكي للغاية؛ كان يتوق إلى صحبة العلماء، وفي المراسلات والتشريعات التي كان يمليها على أمنائه أظهر أنه سريع البديهة وفصيح، وكان  أيضًا منفتحًا ومخلصًا، وكان لديه موهبة في إقامة روابط شخصية وثيقة مع زملائه الأمراء ومع أولئك الذين خدموه.
في عام 1572 تزوج فريديريك من ابنة عمته صوفي فون مكلنبورغ، تعتبر علاقتهما واحدة من أسعد الزيجات الملكية في عصر النهضة في أوروبا . وفي السنوات العشر الأولى بعد الزفاف، أنجبا سبعة أطفال، ويوصفون بأنهم لا ينفصلون ومتناغمون.
كان فريديريك ملتزمًا بأن يصبح أقوى ملك في الشمال، وخاض لعدة سنوات حروبًا مرهقة ضد منافسه اللدود إريك الرابع عشر ملك السويد، وبعد ذلك تغير طابع المعارك، لقد أصبح الأمر بمثابة منافسة لمعرفة من يمكنه تتبع تاريخ عائلته إلى أبعد مدى، ومن يمكنه بناء أقوى القلاع، في  القرن السادس عشر قام ببناء كرونبورغ، وهي قلعة كبيرة من عصر النهضة أصبحت معروفة على نطاق واسع في الخارج، وكانت قاعة الرقص الخاصة بها هي الأكبر في شمال أوروبا في ذلك الوقت، يستمتع بترفيه الضيوف وإقامة الاحتفالات المتقنة التي كانت معروفة في جميع أنحاء أوروبا، خلال نفس الفترة تم تطوير الأسطول الدنماركي النرويجي ليصبح أحد أكبر وأحدث الأسطول في أوروبا، وفي إطار جهوده لتقوية الممالك، قدم الكثير من الدعم للعلم والثقافة.